# Жигули Барное
«Жигули Барное» — российская зарегистрированная торговая марка пива. Производится с 2009 года на заводе Московской пивоваренной компании.

## Технологии производства
Варится по рецепту одноимённого ресторана «Жигули» на Новом Арбате.. Классический лагер. При его проиводстве используется отварочное затирание солода, жатецкий хмель Žatecký poloraný červeňák и мытищинская вода с глубины 320 метров. Варится без высокоплотного пивоварения. Процесс брожения и дображивания занимает 21 день.

## Распространение
С 2011 года «Жигули Барное» доступно на украинском рынке. В 2011 году пиво также начало продаваться в Нью-Йорке.
С 2014 года пиво продаётся в Белоруссии.
С 2019 года «Жигули Барное» экспортируется на Тайвань.

## Коллекционная серия
Коллекционная серия — пиво «Жигули Барное» в литровых стальных банках с иллюстрациями художника Валерия Барыкина, выполненными в стиле пин-ап. В серии предполагалось 12 работ. В апреле 2012 г. вышла первая работа из коллекционной серии — «Курортное знакомство» . Серия была продолжена, по состоянию на август 2019 года включает 26 работ. В декабре 2019 г. была выпущена банка под № 27 "Селфи".
Коллекционная серия «Жигули Барное» была признана лучшей упаковкой года в 2012 году по версии интернет-издания Sostav , а также по версии специализированного интернет-портала Adme.ru .

## Достижения
- В 2010 году пиво «Жигули Барное» стало № 1 по продажам в Москве среди бутылочного пива объемом 0,5 литра[9].
- «Жигули Барное» — победитель в категории «Самое народное» на Большом Московском фестивале пива в 2010 году[10].
- Оригинальное продвижение пива «Жигули Барное» отмечено первым призом БРЭНД ГОДА/EFFIE 2010[11].
- Победитель конкурса «Марка № 1 в России 2011».
- «Жигули Барное» завоевало золотую награду в престижном международном конкурсе «European Beer Star 2011»[12].
- «Жигули Барное» завоевало золото на дегустационном конкурсе в Европе Monde Selection 2012[13].
- На конкурсе International Beer Challenge 2012 (г. Лондон, Великобритания) в июле 2012 награда Bronze в категории Design and Packaging у пива «Жигули Барное» [14].
- «Жигули Барное», единственная из российских марок, в феврале 2013 удостоена серебряной медали DLG (Deutsche Landwirtschafts- Gesellschaft – German Agricultural Society) [15].
- Серебро на международном конкурсе «International Beer Challenge-2013».
- Серебро в конкурсе DLG-Quality Test for Beer[16].
- «Жигули Барное Бархатное» завоевали бронзу на международном конкурсе «International Beer Challenge-2014».
- Победитель конкурса «Абсолютный Бренд 2015» и награда «За умелое перевоплощение советского бренда»[17].
- На конкурсе «World Beer Awards 2015» пиво «Жигули Барное» завоевало серебряную медаль в категории «Czech-stlye Pale Lager»[18].
- Бронза в конкурсе «Baltic Beer Star 2015»[19].
- «Жигули Барное» и «Жигули Барное Безалкогольное» завоевали серебряную и золотую медали соответственно в конкурсе «World Beer Awards 2016»[20].
- Победитель в номинации Country Winners в конкурсе «World Beer Awards 2017»[21].
- «Жигули Барное Экспорт» получил бронзовую медаль в британском конкурсе «International Beer Challenge 2017»[22].

## Спонсорство
Марка «Жигули Барное» является официальным спонсором фестиваля «Нашествие» и авиасалона «МАКС» с 2015 года.